# Lago Cold (Alberta)
O lago Cold é um lago localizado no norte de Alberta e Saskatchewan, Canadá. O lago fica na fronteira entre Alberta e Saskatchewan, e tem uma área de água de 373 km². É também um dos mais profundos lagos existentes em Alberta, com uma profundidade máxima de 99,1 m. Tem cerca de 24 espécies conhecidas de peixes e é um conhecido local de pesca no gelo.
Também é local de paragem importante para muitas aves migratórias, e é o lar de uma das maiores populações de toutinegra de Alberta. Uma importante superfície de 248 km 2 (96 sq mi) encontra-se na província de Alberta, ficando a restante parte do lago em Saskatchewan.
As espécies de peixes que se encontram neste lago incluem o Sander vitreus, Sander canadensis, Perca flavescens, Esox lucius, a Salvelinus namaycush, Salvelinus namaycush, Coregonus, Catostomus commersonii e Catostomus catostomus.
A cidade de Cold Lake está localizada na costa deste lago. Com exceção da costa oeste, o lago é cercado por áreas protegidas como o Provincial Parque do Lago Cold em Alberta e o Parque Provincial do Lago Meadow em Saskatchewan.